# 克米季夫卡河
辛卡河（烏克蘭語：Синка），是烏克蘭北部的河流，屬於魯達河的左支流。該河發源自斯圖傑尼齊亞，流經日托米爾州的日托米爾區，河道全長13公里。